# Propriano
Propriano est une petite ville et commune française située dans le département de la Corse-du-Sud et le territoire de la collectivité de Corse. Elle appartient à l'ancienne piève de Viggiano.

## Géographie

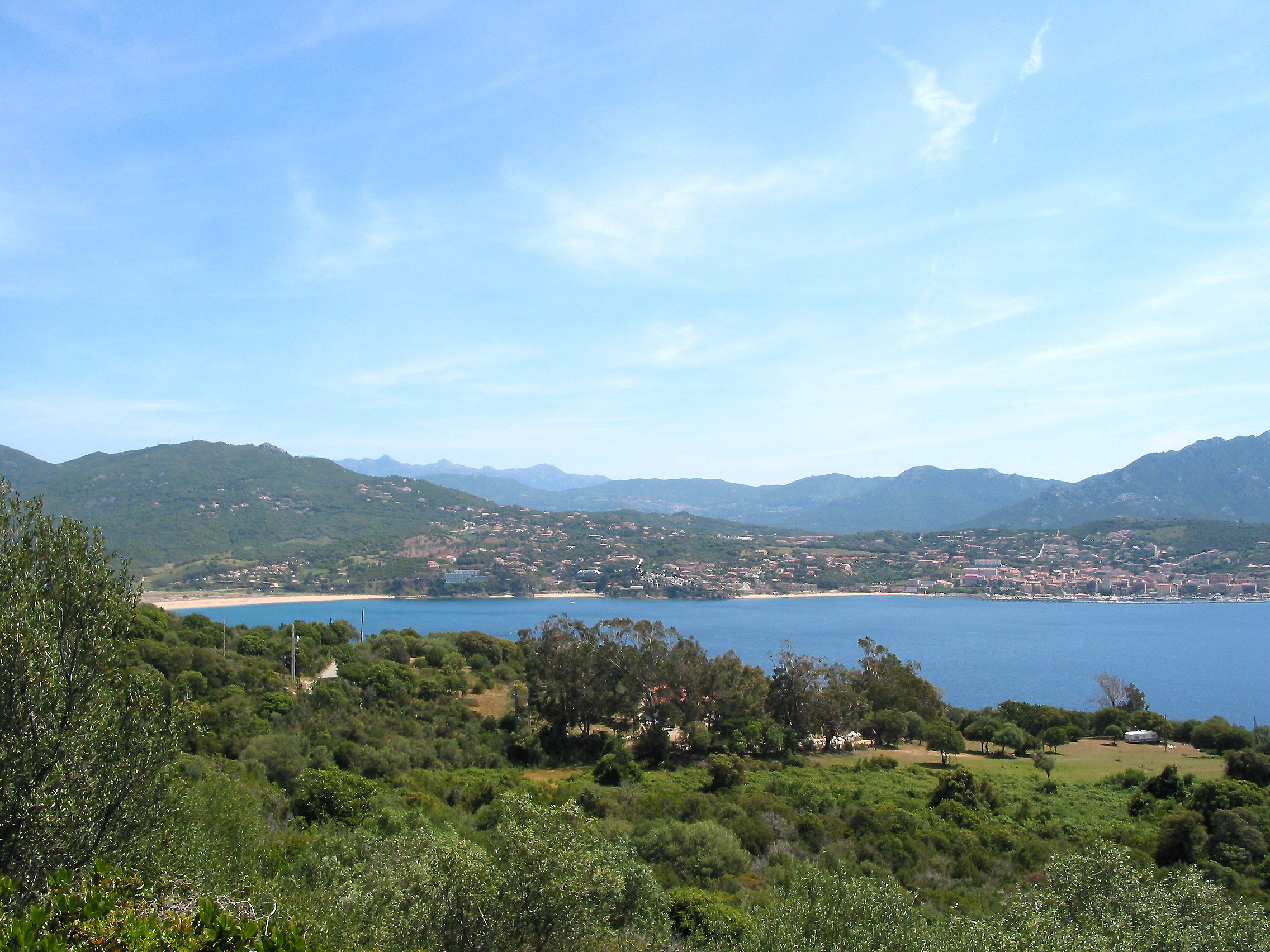
Le golfe et la ville

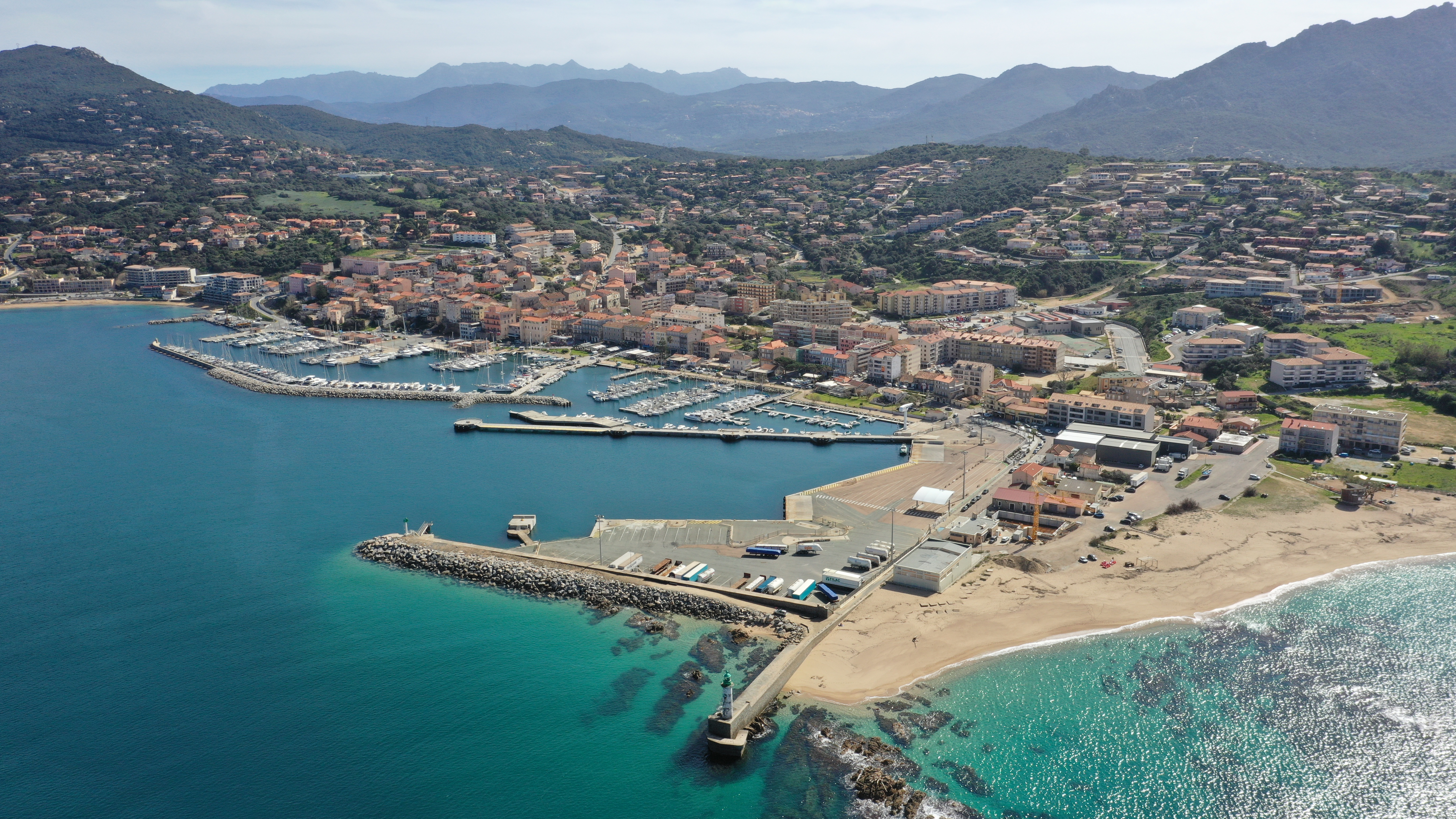
Propriano Vue de Drone

Propriano est une petite ville portuaire située sur la rive sud du golfe éponyme, sur la côte sud-ouest de la Corse et au nord de l'embouchure du Rizzanese.

## Urbanisme

### Typologie
Au 1er janvier 2024, Propriano est catégorisée bourg rural, selon la nouvelle grille communale de densité à sept niveaux définie par l'Insee en 2022.
Elle appartient à l'unité urbaine de Propriano, une agglomération intra-départementale regroupant deux  communes, dont elle est ville-centre,,. Par ailleurs la commune fait partie de l'aire d'attraction de Propriano, dont elle est la commune-centre,. Cette aire, qui regroupe 13 communes, est catégorisée dans les aires de moins de 50 000 habitants,.
La commune, bordée par la mer Méditerranée, est également une commune littorale au sens de la loi du 3 janvier 1986, dite loi littoral. Des dispositions spécifiques d’urbanisme s’y appliquent dès lors afin de préserver les espaces naturels, les sites, les paysages et l’équilibre écologique du littoral, tel le principe d'inconstructibilité, en dehors des espaces urbanisés, sur la bande littorale des 100 mètres, ou plus si le plan local d’urbanisme le prévoit.

### Occupation des sols
L'occupation des sols de la commune, telle qu'elle ressort de la base de données européenne d’occupation biophysique des sols Corine Land Cover (CLC), est marquée par l'importance des forêts et milieux semi-naturels (63,6 % en 2018), en augmentation par rapport à 1990 (60 %). La répartition détaillée en 2018 est la suivante : 
milieux à végétation arbustive et/ou herbacée (43,6 %), forêts (15,6 %), zones urbanisées (12,7 %), terres arables (9,2 %), zones agricoles hétérogènes (7,7 %), espaces ouverts, sans ou avec peu de végétation (4,4 %), zones industrielles ou commerciales et réseaux de communication (3,1 %), prairies (2 %), zones humides intérieures (1,6 %), eaux maritimes (0,2 %). L'évolution de l’occupation des sols de la commune et de ses infrastructures peut être observée sur les différentes représentations cartographiques du territoire : la carte de Cassini (XVIIIe siècle), la carte d'état-major (1820-1866) et les cartes ou photos aériennes de l'IGN pour la période actuelle (1950 à aujourd'hui).

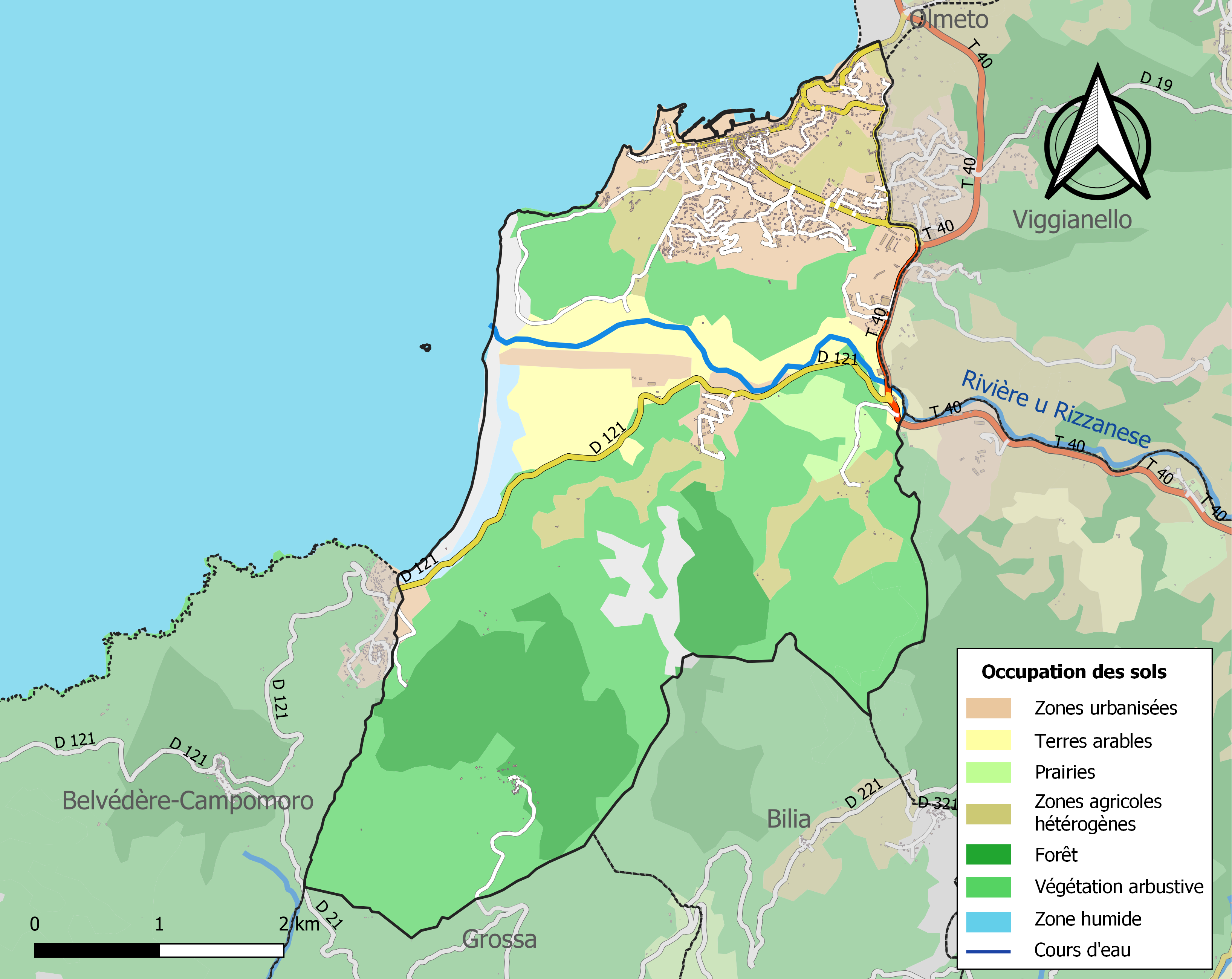
Carte des infrastructures et de l'occupation des sols de la commune en 2018 (CLC).

## Toponymie
En corse la commune se nomme Prupià (prononcé [pru.ˈpja]).

## Histoire

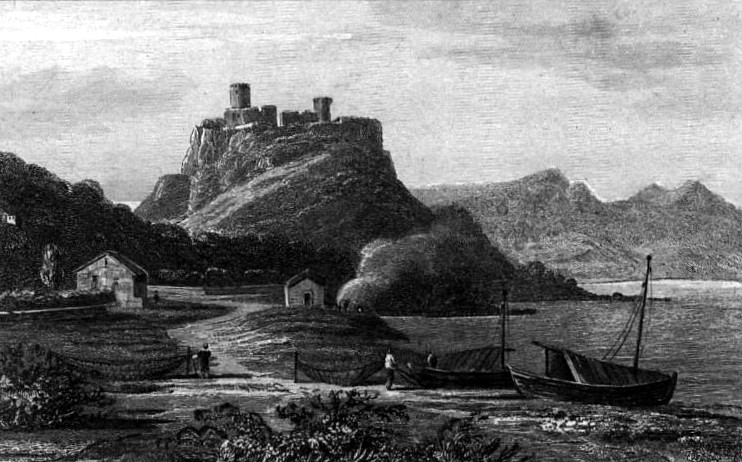
Gravure du golfe en 1838.

Sur l'actuel territoire de la commune, des communautés grecques, romaines, pisanes et turques se sont développées. L'existence du village a été troublée par plusieurs vagues d'invasions, Vandales au Ve siècle et Sarrasins au VIIIe siècle.
La découverte, en creusant les fondations d'un lotissement, des vestiges de deux églises (églises gigognes) (la plus ancienne datant du VIe ou du VIIe siècle) constitue l'un des témoignages les plus précoces de la christianisation de la Corse. La plus ancienne est également la plus vaste (16 mètres sur 8,50 mètres), laissant envisager la présence d'un évêché. Les abords de ces deux églises (imbriquées l'une dans l'autre, la seconde, plus petite, et plus récente est une chapelle médiévale, édifiée sur les ruines de l'église plus ancienne) ont révélé la présence d'une nécropole de 72 sépultures remontant au IVe siècle. Les traces d'un troisième lieu de culte ont été retrouvées à proximité.
Propriano doit son développement, au XIXe siècle, à la construction de la route reliant Ajaccio à Bonifacio, tracée en 1873. Le premier bâtiment fut construit avec un entrepôt à Fozzano. Le port devient à la même période le débouché maritime de Sartène, au détriment de Tizzano.

## Politique et administration

### Liste des maires
| Période                                  | Période              | Identité                    | Étiquette | Qualité |
| ---------------------------------------- | -------------------- | --------------------------- | --------- | --- |
| Les données manquantes sont à compléter. |                      |                             |           | |
| 1965                                     | mars 1971            | Amédée-Napoléon Brancaleoni |           | Ancien agent des compagnies françaises de navigation Ancien consul de Yougoslavie à Ajaccio Ancien membre de la Commission administrative départementale (1941 → 1943) Président de la Chambre de commerce d'Ajaccio |
| mars 1971                                | mars 2001            | Émile Mocchi                | RPR       | Chef d'entreprise Membre de l'Assemblée de Corse (1986 → 1998) Suppléant du député Jean-Paul de Rocca Serra Président de l'association des maires de Corse-du-Sud                                                    |
| mars 2001                                | mars 2014            | Paul-Marie Bartoli          | PRG       | Conseiller général d'Olmeto (2004 → 2010) Membre du Conseil exécutif de l'Assemblée de Corse (2010 → 2015) Président de la CC du Sartenais-Valinco                                                                   |
| mars 2014                                | mai 2014 (démission) | Caroline Bartoli            | DVG       | |
| juin 2014                                | En cours             | Paul-Marie Bartoli          | PRG       | Membre du Conseil exécutif de l'Assemblée de Corse (2010 → 2015) |

## Démographie
L'évolution du nombre d'habitants est connue à travers les recensements de la population effectués dans la commune depuis 1851. Pour les communes de moins de 10 000 habitants, une enquête de recensement portant sur toute la population est réalisée tous les cinq ans, les populations de référence des années intermédiaires étant quant à elles estimées par interpolation ou extrapolation. Pour la commune, le premier recensement exhaustif entrant dans le cadre du nouveau dispositif a été réalisé en 2008.

En 2022, la commune comptait 3 864 habitants, en évolution de +1,98 % par rapport à 2016 (Corse-du-Sud : +7,61 %, France hors Mayotte : +2,11 %).
| 1851 | 1856 | 1861 | 1866 | 1872 | 1876 | 1881 | 1886  | 1891  |
| ---- | ---- | ---- | ---- | ---- | ---- | ---- | ----- | ----- |
| 300  | 467  | 338  | 501  | 633  | 806  | 894  | 1 135 | 1 515 |

| 1896  | 1901  | 1906  | 1911  | 1921  | 1926  | 1931  | 1936  | 1946  |
| ----- | ----- | ----- | ----- | ----- | ----- | ----- | ----- | ----- |
| 1 860 | 1 809 | 1 959 | 2 105 | 1 862 | 1 959 | 1 946 | 2 011 | 1 554 |

| 1954  | 1962  | 1968  | 1975  | 1982  | 1990  | 1999  | 2006  | 2008  |
| ----- | ----- | ----- | ----- | ----- | ----- | ----- | ----- | ----- |
| 1 722 | 1 530 | 1 846 | 2 950 | 3 098 | 3 217 | 3 166 | 3 232 | 3 254 |

| 2013  | 2018  | 2022  | - | - | - | - | - | - |
| ----- | ----- | ----- | - | - | - | - | - | - |
| 3 734 | 3 706 | 3 864 | - | - | - | - | - | - |

## Économie
- La ville de Propriano est équipée d'un port de commerce situé non loin du centre-ville et géré par la Chambre de commerce et d'industrie d'Ajaccio et de la Corse-du-Sud. Dans le cadre de la délégation de service public, le port est relié à Marseille toute l'année par une liaison régulière assurée par Corsica Linea depuis le 1er janvier 2023 à raison de trois rotations par semaine[18]. Avant cette date, les traversées vers le continent étaient assurées par La Méridionale qui a desservi cette liaison pendant plus de 40 ans. Cette même compagnie reliait également par le passé la ville à Porto Torres, en Sardaigne avant que la ligne ne soit interrompue en 2020.
- Portu Valincu, le port de plaisance et de pêche est, lui, géré par la commune depuis sa reprise en régie directe courant 2008.
- L'aérodrome de Propriano (au sud-ouest de la ville, sur la route de Campomoro), entre l'embouchure du Rizzanèse et la route départementale D 121.

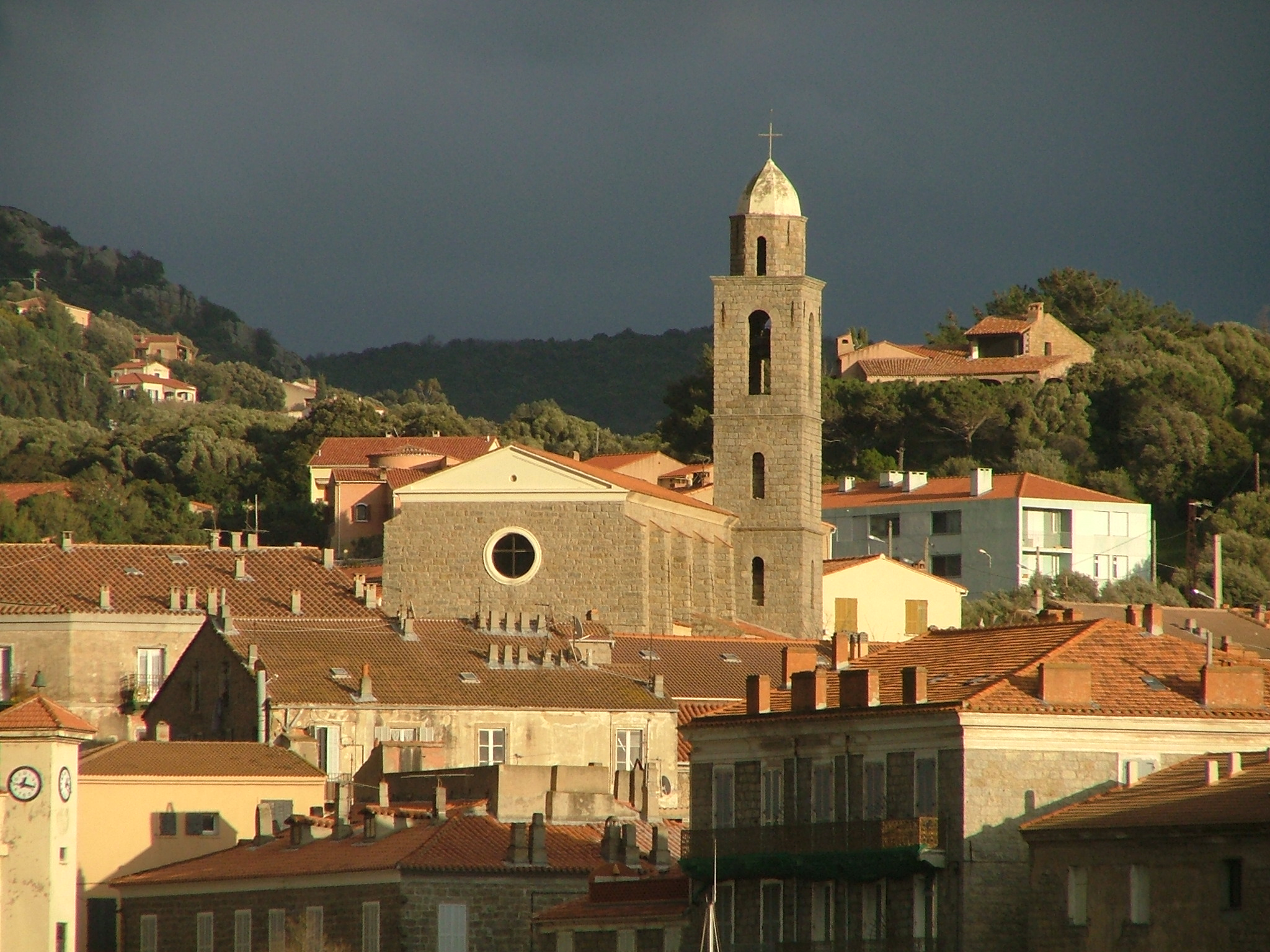
Le quartier de l'église, vu depuis le port
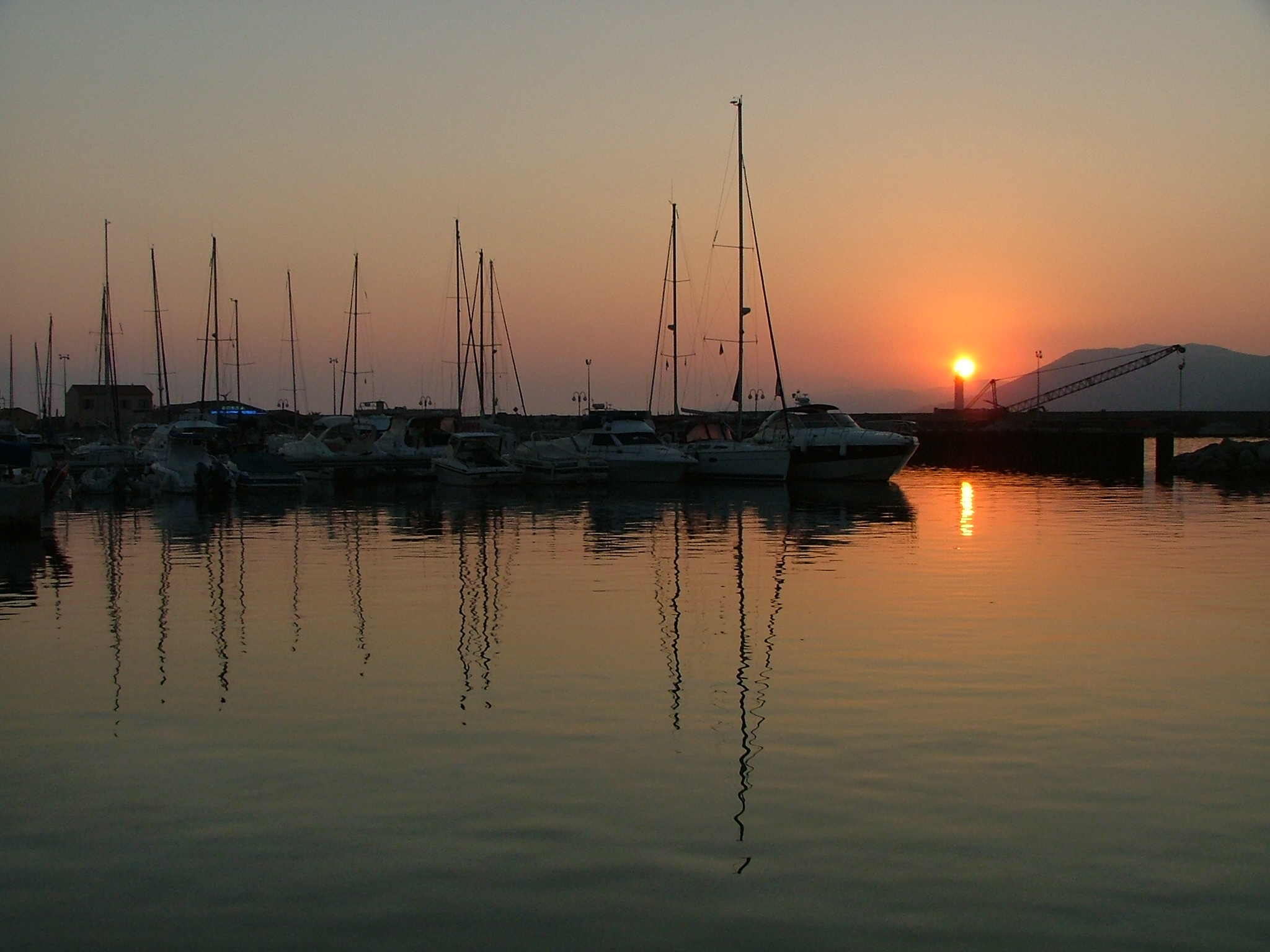
Port de plaisance au coucher du soleil
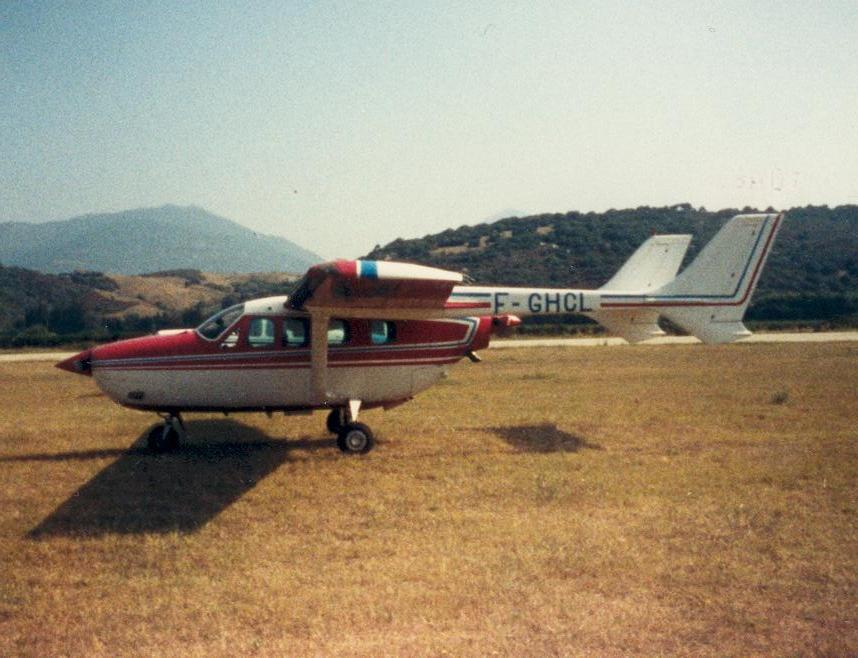
L'aérodrome avec sa piste bitumée qui s'étire d'Est en Ouest
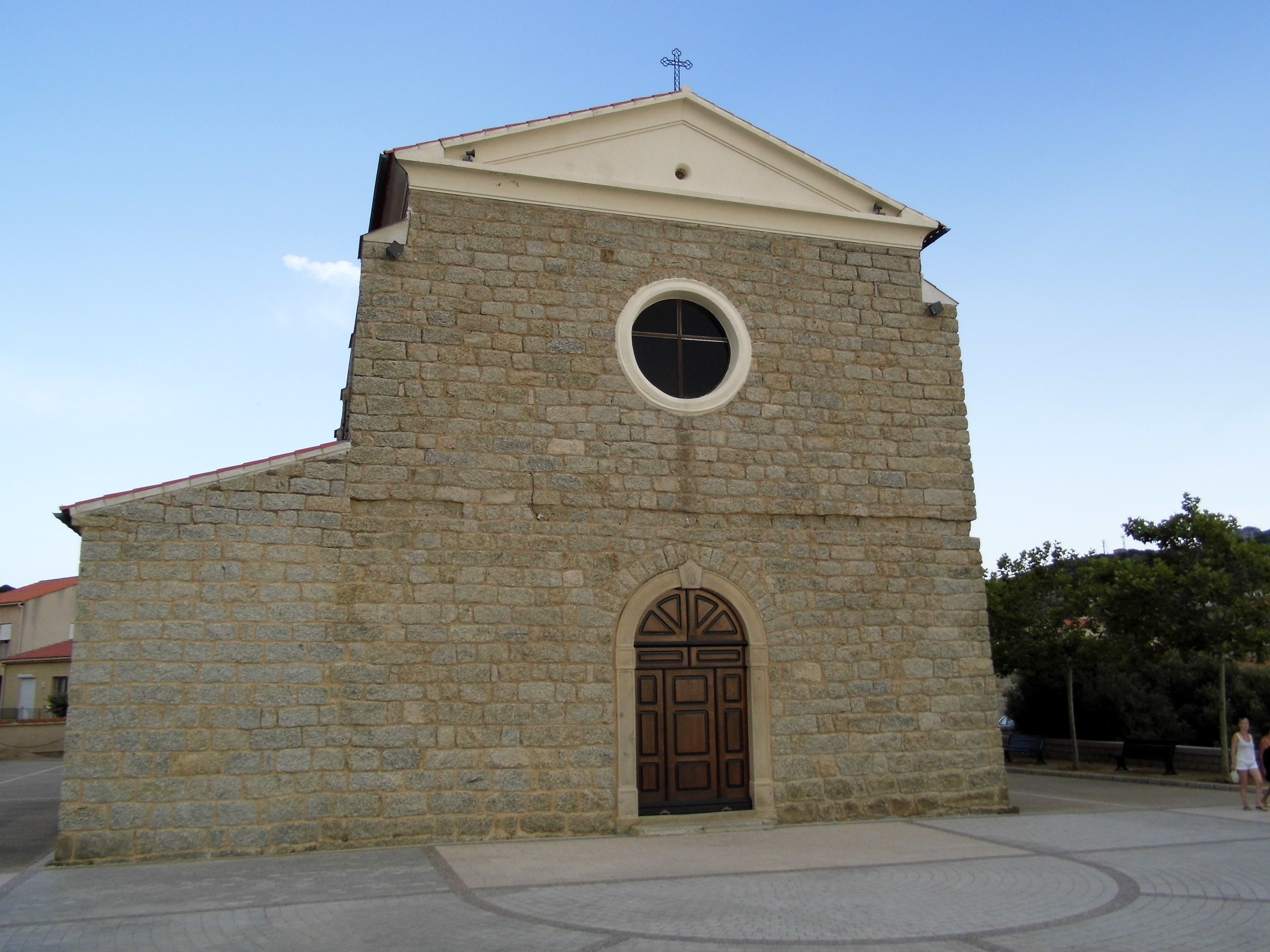
Entrée et parvis de l'église Notre Dame de la Miséricorde.
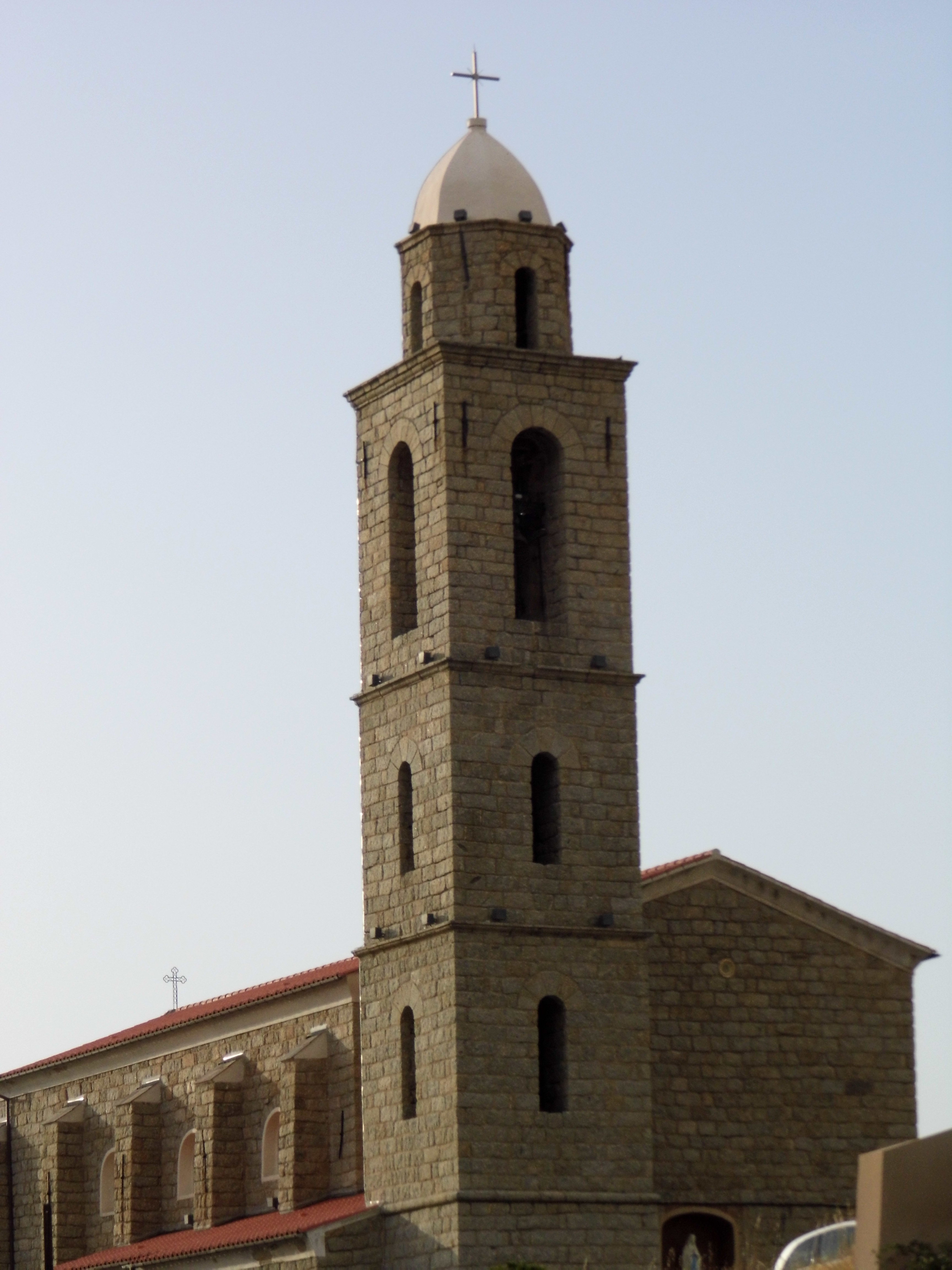
Clocher désaxé de l'église.

## Culture locale et patrimoine

### Lieux et monuments

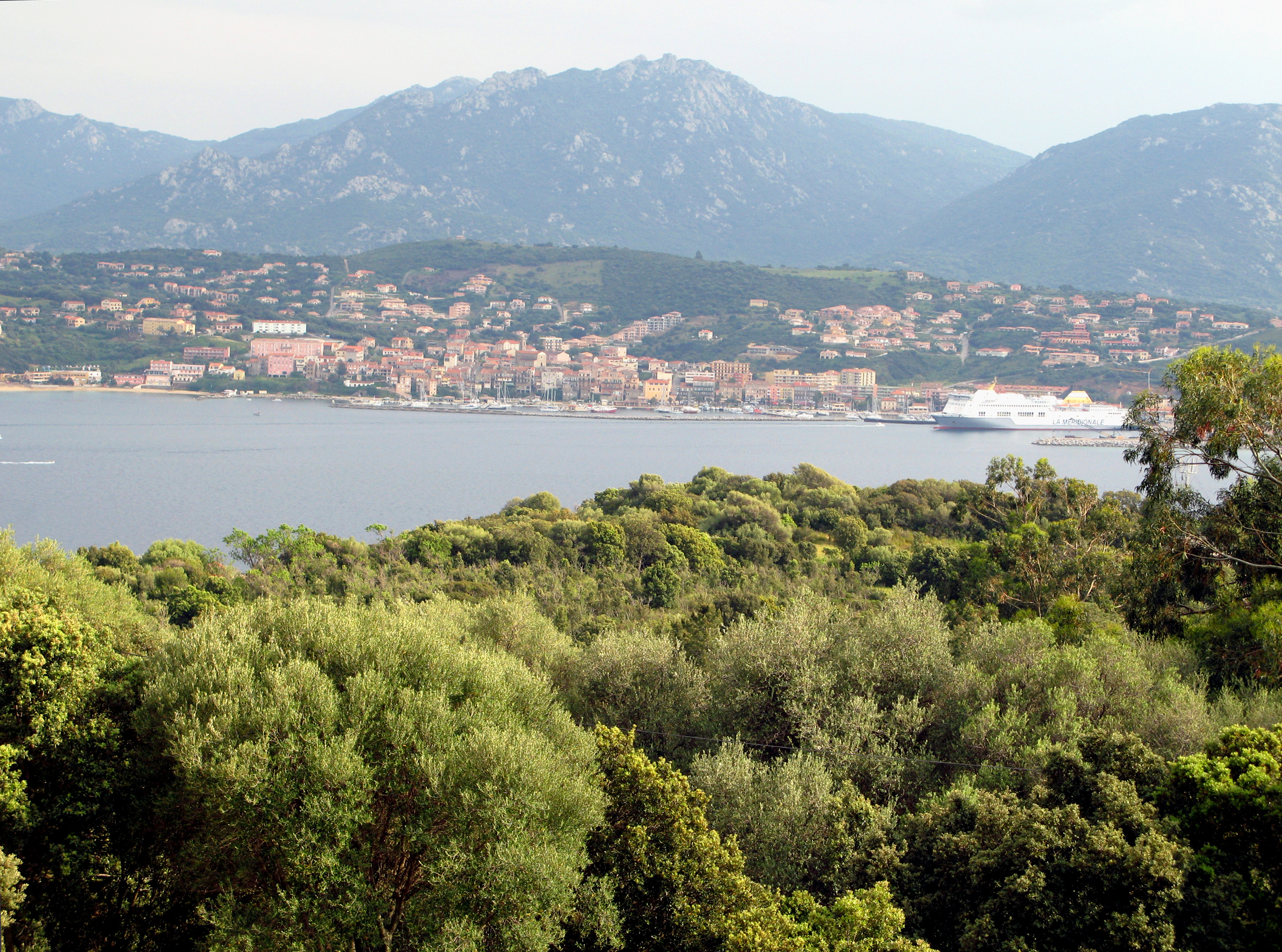
Propriano vue depuis le nord

- Église Notre-Dame de la Miséricorde. Elle est inscrite à l'Inventaire général du patrimoine culturel[19].
- Aérodrome de Propriano
- Le port « Portu Valincu »
- Le monument aux morts, situé à l'intersection de la rue de la Marine et de l'avenue Napoléon III. Il est surmonté de la statue La Victoire en chantant, réalisée par Charles Édouard Richefeu.

### Personnalités liées à la commune
- Jacques-Martin CAPPONI : peintre né à Ajaccio le 24 novembre 1865, mais dont la famille est originaire de Propriano et c'est dans cette commune qu'il décédera. Le père du peintre (Verano Capponi, né en 1830), agent voyer ainsi que son grand-père (Giuseppe Maria Capponi, né vers 1800) vivent tous deux dans la maison familiale de Tivolaggio (Propriano). Jacques-Martin Capponi poursuit un premier cycle d’études artistiques à l’École nationale supérieure des Beaux-Arts de Paris, grâce à une bourse du département qui lui est octroyée en 1886. Il y suit d’abord les cours de dessins, puis de peinture. Appelé sous les drapeaux pour effectuer son service militaire, il est contraint d’arrêter sa formation. En 1888, une fois libéré de ses obligations, il postule auprès de la municipalité de Bastia pour l’obtention de la bourse d’étude du legs Sisco qui lui aurait permis de partir étudier la peinture à Rome durant cinq ans. Le Conseil municipal de Bastia reconnaît la valeur du postulant, qui lors de ses études à Paris était notoirement classé au nombre des élèves méritants du peintre Jean-Léon Gérôme. Toutefois, n’étant pas né à Bastia et des candidats natifs de la ville s’étant fait connaître, on ne put lui donner satisfaction. C’est une seconde bourse d’étude décernée par le département de la Corse, obtenue en 1892, qui lui permet d’achever ses études à Paris. Ses premiers résultats sont rapidement prometteurs puisqu’une année il fait partie des dix candidats sélectionnés, admis à présenter le concours du prix de Rome. Le 17 juillet 1909, à Marseille, Capponi épouse Marie Lantieri. En 1911, le peintre Novellini mentionne dans ses écrits avoir vu trois portraits de la main de Capponi, conservés dans la collection de la veuve du Sénateur Muraccioli, à Ajaccio (Portrait du Président Casanelli ; Portrait de Madame Muraccioli ; Portrait du sénateur Muraccioli). Novellini les estime d’une peinture ferme, vigoureuse et d’un grand effet. Le musée d’Ajaccio conserve diverses œuvres de cet artiste : Portrait du peintre François Corbellini ; Idylle (Salon de 1900) ; Anankè (Salon de 1901), Scène biblique. On note qu’une de ses sœurs, peintre elle aussi, ouvre un atelier de peinture à Bastia où elle acquiert une certaine notoriété. Jacques-Martin Capponi est mort à Propriano en 1936.
- Paul Carbone (1894-1943), criminel impliqué dans le Milieu marseillais, trafiquant de drogues, proxénète, contrebandier
- Tommy Recco (1934-), criminel

### Héraldique
| Blason de Propriano | Blason  | Au 1er d'argent à la tour soudée d'or, au 2e d'azur au poisson d'argent renversé en pal, à la vergette de gueules brochant sur la partition. |
| Blason de Propriano | Détails | Le statut officiel du blason reste à déterminer.                                                                                             |

## Affaires politico-financières
Le maire Paul-Marie Bartoli (PRG) a été jugé par le tribunal correctionnel de Bastia en octobre 2010 avec un promoteur, une élue municipale et un notaire, pour une vente soupçonnée frauduleuse d'un terrain municipal en bord de mer en 2013.